# Manilkara sansibarensis
Manilkara sansibarensis är en tvåhjärtbladig växtart som först beskrevs av Adolf Engler, och fick sitt nu gällande namn av Marcel Marie Maurice Dubard. Manilkara sansibarensis ingår i släktet Manilkara och familjen Sapotaceae. Inga underarter finns listade i Catalogue of Life.